# 法蘭克福 (堪薩斯州)
法蘭克福（英語：Frankfort）是一個位於美國堪薩斯州馬歇爾縣的城市。

## 地方資料
根據2020年美國人口普查的數據，法蘭克福的面積為2.62平方千米，當中陸地面積為2.61平方千米，而水域面積為0.01平方千米。當地共有人口730人，而人口密度為每平方千米278.63人。